# 阿瑟·埃文斯

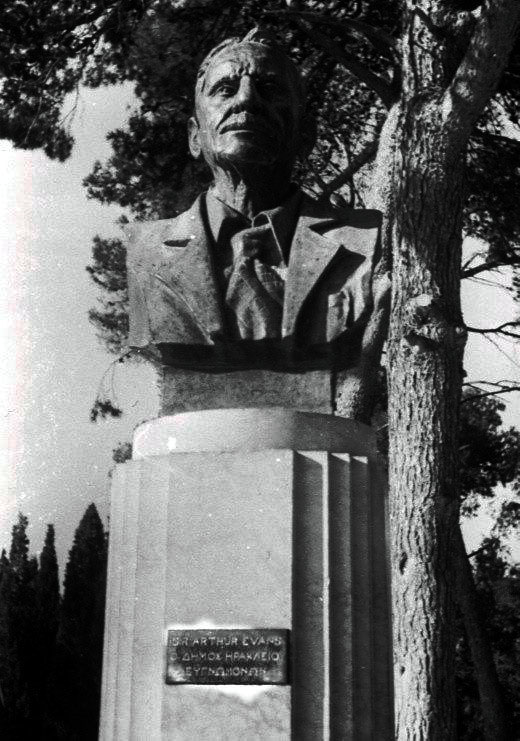
希腊克诺索斯米诺斯王宫内的阿瑟·埃文斯铜像

阿瑟·約翰·埃文斯爵士 FRS FBA FREng（1851年7月8日—1941年7月11日），英国考古学家。

## 生平
亞瑟·埃文斯出生於英格蘭納什米爾斯，是考古學家約翰·埃文斯的長子，他从父亲那里继承了对考古学的热情。1865年就讀哈羅公學，1870年就讀牛津大學布雷齊諾斯學院，後曾在哥廷根大学讀過夏季課程。1884年—1908年他担任阿什莫尔博物馆的馆长。1911年受封爵士。
他的最大成就是对米诺斯文明的考察，并总结在四卷本的The Palace of Minos at Knossos (1921–1935)中。他对线形文字A和线形文字B的解读也做出了很大的贡献。

## 外部連結
- 阿瑟·埃文斯的作品  - 古騰堡計劃
- . Brasenose College.   [2019-04-24]. （原始内容存档于2021-01-13）.
- . The Modern Antiquarian. Julian Cope presents Head Heritage.   [2019-04-24]. （原始内容存档于2017-11-08）.
- . Encyclopædia Britannica Online.   [2012-03-28]. （原始内容存档于2015-05-07）.
- . Dictionary of Art Historians.   [2012-03-28]. （原始内容存档于2021-05-15）.
- . Heraklion Crete org online.   [2012-03-28]. （原始内容存档于2020-01-27）.